# Associazione Sportiva Forlì 1942-1943
Questa voce raccoglie le informazioni riguardanti l'Associazione Sportiva Forlì nelle competizioni ufficiali della stagione 1942-1943.

## Rosa
| N. |                   | Ruolo | Calciatore           |
| -- | ----------------- | ----- | -------------------- |
|    | Italia (bandiera) | A     | M. Aigotti           |
|    | Italia (bandiera) | C     | W. Azzali            |
|    | Italia (bandiera) | A     | Eustergio Ballardini |
|    | Italia (bandiera) | C     | Alvaro Bentivoglio   |
|    | Italia (bandiera) | D     | L. Bertulli          |
|    | Italia (bandiera) | A     | Otello Bonaccini     |
|    | Italia (bandiera) | C     | Domenico Bosi        |
|    | Italia (bandiera) | D     | L. Cambi             |
|    | Italia (bandiera) | D     | Mario Conte          |
|    | Italia (bandiera) | P     | Giuseppe Dirani      |
|    | Italia (bandiera) | C     | W. Ferretti          |
|    | Italia (bandiera) | A     | Werther Gaiani       |
|    | Italia (bandiera) | C     | Giuliano Gobetto     |

| N. |                   | Ruolo | Calciatore          |
| -- | ----------------- | ----- | ------------------- |
|    | Italia (bandiera) | A     | Arnaldo Gondonil    |
|    | Italia (bandiera) | D     | Azelio Landi        |
|    | Italia (bandiera) | C     | P. Lombini          |
|    | Italia (bandiera) | A     | G. Martini          |
|    | Italia (bandiera) | C     | Guido Monti         |
|    | Italia (bandiera) | A     | Elvezio Ortali      |
|    | Italia (bandiera) | C     | Giovanni Poggiolini |
|    | Italia (bandiera) | P     | F. Pollastri        |
|    | Italia (bandiera) | A     | Giovanni Ravasi     |
|    | Italia (bandiera) | D     | Ebro Silimbani      |
|    | Italia (bandiera) | A     | S. Spimi            |
|    | Italia (bandiera) | A     | R. Tubi             |